# Stanisław Józef Duńczewski
Stanisław Józef Duńczewski, ps. „Matematyk zamojski” (ur. 8 maja 1701 w Kętach, zm. 27 września 1767) – prawnik, filozof, matematyk, astronom, autor kalendarzy.

## Życiorys
Syn Jana, szlachcica herbu Krzywda, urzędnika w Kętach, superintendenta komór celnych, i Zofii Sowińskiej. Miał trzech braci, m.in. Michała Józefa (zm. 1751), profesora teologii w Akademii Zamojskiej.
Studiował na Akademii Krakowskiej, doktor obojga praw (1745) i filozofii (1723), profesor astronomii w Akademii Zamojskiej (wykłady w latach 1724–1767), geometra przysięgły trybunału koronnego. W roku 1727 ożenił się z Teresą, córką Marcina Liechtensteina. Od roku 1741 był profesorem prawa. Przez pewien czas pełnił funkcję dziekana wydziału prawa. Obowiązków wykładowcy specjalnie nie przestrzegał, a począwszy od roku 1760 w ogóle ich zaniechał, wyręczając się synem Janem Bartłomiejem jako swym zastępcą. Zarządzał też drukarnia akademicką i wtedy naraził się na podejrzenie o kradzież czcionek. Po roku 1761 Duńczewski toczył spór ze Stefanem Łuskiną o wynik swych rzekomych obserwacji astronomicznych i zmuszony był przyznać się do fałszerstwa.

## Twórczość
- Kalendarz polski i ruski, Kraków 1725, wyd. nast. (w odstępach rocznych): Zamość 1726-1736, Lwów 1737-1741, Zamość 1742-1775 (kalendarze wychodziły również po śmierci Duńczewskiego, pod jego nazwiskiem)
- Erotema optico-astronomicum de passionibus lunae, per collationem eius, ad solem et terram, ex librio 3tio almagesti Ptolomaei capite 1mo et Purbachii secunda parte libri Theoriarum de passionibus planetarum, illuminationeq., lunae textu 1mo, 1726
- Traktat o starostwach tak w Koronie Polskiej, jako i w Wielkim Ks. Litewskim, w przyległych tudzież Koronie i Księstwu prowincjach znajdujących się, na kwestie, czyli pytania, rozłożony, „Kalendarz polski i ruski”, Zamość 1744; wyd. osobne: Warszawa 1758
- Ciekawość o komecie roku pańskiego 1744 z dalszą światła, obrotu i procedencji jego koniekturą, aż do skończenia aparycji na horyzoncie zamojskim... obserwowanym, a dla ciekawych i strwożonych przyszłymi ewentami komety teraźniejszego, z koniekturą i prognostykiem naturalnym bardziej dla konsolacji jak przestrogi do druku podana, Zamość 1744
- Herbarz wielu domów korony polskiej i W. Ks. Litewskiego, dla niezupełnego opisania albo opuszczenia i wielu odmienności nieprzyzwoitych, za dawnych i późniejszych autorów herby z rodowitością wyrażających, niemało dotąd ukrzywdzonych, zebraniem wielu familii we dwa tomy, częściami rzeczone, t. 1-2, Kraków 1757 (A. Birkenmajer datuje: Zamość 1757)
- Druga obserwacja o przejściu Wenery pod słońcem 6 czerwca 1761, Zamość 1761 (polemizował z nim S. Łuskina: Starodawna sława Akademii Zamojskiej obroniona, Warszawa 1761)
- Explikacja przechodzącego planety Wenusa pod słońcem dnia 6 czerwca w r. 1761 (odpowiedź na zaczepkę S. Łuskiny: Starodawna sława Akademii Zamojskiej obroniona, Warszawa 1761)
- Nowa sława prześwietnego Collegium Warszawskiego S. J. przez matematyka zamojskiego wzajemnie obroniona roku 1761, 1761 (broszura polemiczna)
- Dwie gwiazdy sarmackie[1]
- panegiryki wierszem i prozą
- niektóre artykuły z kalendarzy ukazywały się osobno

Dzieła w Federacji Bibliotek Cyfrowych

## Listy
- Do J. Mniszcha z 1759, wyd. T. Wierzbowski, Materiały do dziejów piśmiennictwa polskiego, t. 2, Warszawa 1904